# Selezioni giovanili della nazionale femminile di pallacanestro dell'Argentina
Le selezioni giovanili della nazionale di pallacanestro femminile dell'Argentina sono gestite dalla Federazione cestistica dell'Argentina e partecipano ai tornei cestistici internazionali femminili per squadre nazionali, limitatamente a specifiche classi d'età.

## Under-20
Rappresenta le migliori giocatrici di nazionalità argentina di età non superiore ai 20 anni. Partecipa a tutte le manifestazioni internazionali giovanili di pallacanestro per nazioni gestite dalla FIBA.

## Under-19
Rappresenta le migliori giocatrici di nazionalità argentina di età non superiore ai 19 anni. Partecipa a tutte le manifestazioni internazionali giovanili di pallacanestro per nazioni gestite dalla FIBA.

## Under-18
Rappresenta le migliori giocatrici di nazionalità argentina di età non superiore ai 18 anni. Partecipa a tutte le manifestazioni internazionali giovanili di pallacanestro per nazioni gestite dalla FIBA.

## Under-17
Rappresenta le migliori giocatrici di nazionalità argentina di età non superiore ai 17 anni. Partecipa a tutte le manifestazioni internazionali giovanili di pallacanestro per nazioni gestite dalla FIBA.

## Under-16
Rappresenta le migliori giocatrici di nazionalità argentina di età non superiore ai 16 anni. Partecipa a tutte le manifestazioni internazionali giovanili di pallacanestro per nazioni gestite dalla FIBA.